# Scrambler (radio)

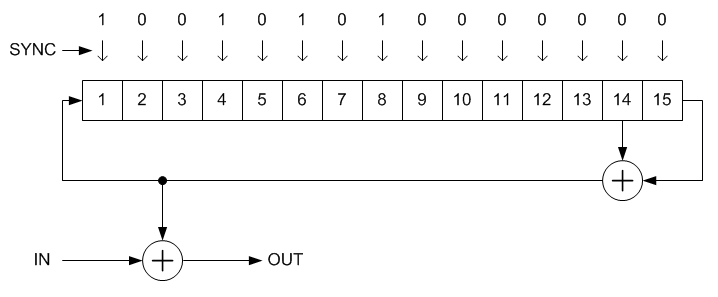
Schema di uno scrambler per trasmissioni DVB

Lo scrambler, nell'ambito delle telecomunicazioni, è un sistema che permette la trasmissione e la ricezione audio/dati via radiofrequenza (TRX) in modo digitale e criptato.
Nel settore delle telecomunicazioni e delle registrazioni, uno scrambler (noto anche come randomizer) è un dispositivo che manipola un flusso di dati prima della trasmissione. Le manipolazioni sono invertite da un decodificatore sul lato ricevente. Il suo utilizzo prende il nome di scrambling. Lo scrambling è ampiamente usato nelle comunicazioni satellitari, nei ponti radio e nelle comunicazioni PSTN modem.